# Стоу, Уильям
Уи́льям А́ртур Сто́у (англ. William Arthur Stowe; 23 марта 1940, Ок-Парк — 8 февраля 2016, Лейк-Плэсид) — американский гребец, выступал за национальную сборную США по академической гребле в середине 1960-х годов. Чемпион летних Олимпийских игр в Токио, чемпион Панамериканских игр, победитель многих регат национального и международного значения.

## Биография
Активно заниматься греблей начал ещё в школьные годы, затем продолжил тренироваться во время обучения в Корнеллском университете. Состоял в университетской команде по академической гребле, в качестве загребного распашной восьмёрки выступал на многих студенческих соревнованиях, особого успеха добился в сезонах 1961 и 1962 годов.
Окончив университет, пошёл служить в Военно-морские силы США, имел звание лейтенанта, при этом продолжал тренироваться и выступать на соревнованиях, в частности выступил на ежегодной регате в Гонконге.
В 1963 году вернулся на родину и присоединился к гребному клубу «Веспер» из Филадельфии. Вскоре вошёл в основной состав американской национальной сборной и благодаря череде удачных выступлений удостоился права защищать честь страны на летних Олимпийских играх 1964 года в Токио. Стартовал в зачёте распашных восьмёрок с рулевым, американцы благополучно преодолели предварительные квалификационные этапы и в решающем финальном заезде обогнали всех своих соперников, получив тем самым золотые олимпийские медали.
После успешной токийской Олимпиады остался в основном составе гребной команды США и продолжил принимать участие в крупнейших международных регатах. Так, в 1967 году он побывал на Панамериканских играх в Виннипеге, откуда привёз награду золотого достоинства, выигранную в распашных четвёрках. Вскоре по окончании этих соревнований принял решение завершить карьеру профессионального спортсмена, уступив место в сборной молодым американским гребцам.
Завершив спортивную карьеру, в период 1967—1971 годов работал тренером в Колумбийском университете, затем перешёл в Академию береговой охраны США, где возглавил начатую гребную программу. Приглашался в качестве эксперта на телеканал ABC комментировать соревнования по академической гребле на Олимпиадах 1968 и 1972 годов. В 2005 году написал книгу All Together, в которой подробно описал выступление американской восьмёрки на Олимпийских играх в Токио.
Последние годы провёл в олимпийской деревне в Лейк-Плэсиде.